# 英国アカデミー賞 編集賞
英国アカデミー賞 編集賞（BAFTA Award for Best Editing）は、英国映画テレビ芸術アカデミーによって贈られる賞のうちの一つである。この部門では追加編集者や編集監修者などを除く、主要な編集技師が対象となる。

## 受賞とノミネート一覧

### 1960年代
- 1968年[2] - 『卒業』 - サム・オスティーン
  - 『遥かなる戦場』 - ケヴィン・ブラウンロー
  - 『オリバー!』 - ラルフ・ケンプレン
  - 『ロミオとジュリエット』 - レジナルド・ミルズ

- 1969年[3] - 『真夜中のカーボーイ』 - ヒュー・A・ロバートソン
  - 『ブリット』 - フランク・P・ケラー
  - 『素晴らしき戦争（英語版）』 - ケヴィン・コナー
  - 『Z』 - フランソワーズ・ボノー

### 1970年代
- 1970年[4] - 『明日に向って撃て!』 - ジョン・C・ハワード、リチャード・C・メイヤー
  - 『M★A★S★H マッシュ』 - ダンフォード・B・グリーン
  - 『ライアンの娘』 - ノーマン・サヴェージ
  - 『ひとりぼっちの青春』 - フレドリック・スタインカンプ

- 1971年[5] - 『日曜日は別れの時』 - リチャード・マーデン
  - 『屋根の上のバイオリン弾き』 - アントニー・ギブス、ロバート・ローレンス
  - 『パフォーマンス』 - アントニー・ギブス
  - 『パパ/ずれてるゥ!』 - ジョン・カーター

- 1972年[6] - 『フレンチ・コネクション』 - ジェリー・B・グリーンバーグ
  - 『キャバレー』 - デヴィッド・ブレザートン
  - 『時計じかけのオレンジ』 - ビル・バトラー
  - 『脱出』 - トム・プリーストリー

- 1973年[7] - 『ジャッカルの日』 - ラルフ・ケンプレン
  - 『突破口!』 - フランク・モリス
  - 『赤い影』 - グレイム・クリフォード
  - The National Health - ラルフ・シェルドン

- 1974年[8] - 『カンバセーション…盗聴…』 - ウォルター・マーチ、リチャード・チュウ
  - 『チャイナタウン』 - サム・オスティーン
  - 『オリエント急行殺人事件』 - アン・V・コーツ
  - 『三銃士』 - ジョン・ヴィクター＝スミス

- 1975年[9] - 『狼たちの午後』 - デデ・アレン
  - 『ゴッドファーザー PART II』 - ピーター・ツィンナー、バリー・マルキン、リチャード・マークス
  - 『ジョーズ』 - ヴァーナ・フィールズ
  - 『ローラーボール』 - アントニー・ギブス

- 1976年[10] - 『カッコーの巣の上で』 - リチャード・チュウ、リンジー・クリングマン、シェルドン・カーン
  - 『大統領の陰謀』 - ロバート・L・ウォルフェ
  - 『タクシードライバー』 - マーシア・ルーカス、トム・ロルフ、メルヴィン・シャピロ
  - 『マラソンマン』 - ジム・クラーク

- 1977年[11] - 『アニー・ホール』 - ラルフ・ローゼンブラム、ウェンディ・グリーン・ブリックモント
  - 『ネットワーク』 - アラン・ハイム
  - 『ロッキー』 - リチャード・ハルシー
  - 『遠すぎた橋』 - アントニー・ギブス

- 1978年[12] – 『ミッドナイト・エクスプレス』 - ジェリー・ハンブリング
  - 『未知との遭遇』 - マイケル・カーン
  - 『ジュリア』 - ウォルター・マーチ
  - 『スター・ウォーズ』 - ポール・ハーシュ、マーシア・ルーカス、リチャード・チュウ

- 1979年[13] - 『ディア・ハンター』 - ピーター・ツィンナー
  - 『エイリアン』 - テリー・ローリングス
  - 『地獄の黙示録』 - リチャード・マークス、ウォルター・マーチ、リサ・フラックマン、ジェラルド・B・グリーンバーグ
  - 『マンハッタン』 - スーザン・E・モース

### 1980年代
- 1980年[14] - 『オール・ザット・ジャズ』 - アラン・ハイム
  - 『エレファント・マン』 - アン・V・コーツ
  - 『フェーム』 - ジェリー・ハンブリング
  - 『クレイマー、クレイマー』 - ジェラルド・B・グリーンバーグ

- 1981年[15] - 『レイジング・ブル』 - セルマ・スクーンメイカー
  - 『炎のランナー』 - テリー・ローリングス
  - 『フランス軍中尉の女』 - ジョン・ブルーム
  - 『レイダース/失われたアーク《聖櫃》』 - マイケル・カーン

- 1982年[16] - 『ミッシング』 -  フランソワーズ・ボノー
  - 『ブレードランナー』 - テリー・ローリングス
  - 『E.T.』 - キャロル・リトルトン
  - 『ガンジー』 - ジョン・ブルーム

- 1983年[17] - 『フラッシュダンス』 - バッド・S・スミス、ウォルター・マルコネリー
  - 『キング・オブ・コメディ』 - セルマ・スクーンメイカー
  - 『ローカル・ヒーロー』 - マイケル・ブラッドセル
  - 『カメレオンマン』 - スーザン・E・モース

- 1984年[18] - 『キリング・フィールド』 - ジム・クラーク
  - 『アナザー・カントリー』 - ジェリー・ハンブリング
  - 『インディ・ジョーンズ/魔宮の伝説』 - マイケル・カーン
  - 『アンダー・ファイア』 - ジョン・ブルーム、マーク・コンテ

- 1985年[19] - 『アマデウス』 - マイケル・チャンドラー、ネーナ・デーンヴィック
  - 『バック・トゥ・ザ・フューチャー』 - アーサー・シュミット、ハリー・ケラミダス
  - 『コーラスライン』 - ジョン・ブルーム
  - 『刑事ジョン・ブック 目撃者』 - トム・ノーブル

- 1986年[20] - 『ミッション』 - ジム・クラーク
  - 『ハンナとその姉妹』 - スーザン・E・モース
  - 『モナリザ』 - レスリー・ウォーカー
  - 『眺めのいい部屋』 - ハンフリー・ディクソン

- 1987年[21] - 『プラトーン』 - クレア・シンプソン
  - 『遠い夜明け』 - レスリー・ウォーカー
  - 『戦場の小さな天使たち』 - イアン・クラフォード
  - 『ラジオ・デイズ』 - スーザン・E・モース

- 1988年[22] - 『危険な情事』 - マイケル・カーン、ピーター・E・バーガー
  - 『ワンダとダイヤと優しい奴ら』 - ジョン・ジンプソン
  - 『ラストエンペラー』 - ガブリエラ・クリスティアーニ
  - 『ロジャー・ラビット』 - アーサー・シュミット

- 1989年[23] - 『ミシシッピー・バーニング』 - ジェリー・ハンブリング
  - 『危険な関係』 - ミック・オーズリー
  - 『いまを生きる』 - ウィリアム・A・アンダーソン
  - 『レインマン』 - ステュー・リンダー

### 1990年代
- 1990年[24] - 『グッドフェローズ』 - セルマ・スクーンメイカー
  - 『ウディ・アレンの重罪と軽罪』 - スーザン・E・モース
  - 『ディック・トレイシー』 - リチャード・マークス
  - 『ニュー・シネマ・パラダイス』 - マリオ・モッラ

- 1991年[25] - 『ザ・コミットメンツ』 - ジェリー・ハンブリング
  - 『ダンス・ウィズ・ウルブズ』 - ニール・トラヴィス
  - 『羊たちの沈黙』 - クレイグ・マッケイ
  - 『テルマ&ルイーズ』 - トム・ノーブル

- 1992年[26] - 『JFK』 - ジョー・ハッシング、ピエトロ・スカリア
  - 『ザ・プレイヤー』 - ジェラルディン・ペローニ
  - 『ケープ・フィアー』 - セルマ・スクーンメイカー
  - 『ハワーズ・エンド』 - アンドリュー・マーカス
  - 『ダンシング・ヒーロー』 - ジル・ビルコック

- 1993年[27] - 『シンドラーのリスト』 - マイケル・カーン
  - 『逃亡者』 - デニス・ヴァークラー、ディーン・グッドヒル、リチャード・ノード、デヴィッド・フィンファー、ドヴ・ホウニグ
  - 『ザ・シークレット・サービス』 - アン・V・コーツ
  - 『ピアノ・レッスン』 - ヴェロニカ・ジェネット

- 1994年[28] - 『スピード』 - ジョン・ライト
  - 『フォレスト・ガンプ/一期一会』 - アーサー・シュミット』
  - 『フォー・ウェディング』 - ジョン・グレゴリー
  - 『パルプ・フィクション』 - サリー・メンケ

- 1995年[29] - 『ユージュアル・サスペクツ』 - ジョン・オットマン
  - 『アポロ13』 - マイク・ヒル、ダニエル・P・ハンリー
  - 『ベイブ』 - ジェイ・フリードキン、マーカス・ダルシー
  - 『英国万歳!』 – タリク・アンウォー

- 1996年[30] - 『イングリッシュ・ペイシェント』 - ウォルター・マーチ
  - 『ファーゴ』 - イーサン&ジョエル・コーエン
  - 『エビータ』 - ジェリー・ハンブリング
  - 『シャイン』 - ピップ・カーメル

- 1997年[31] - 『L.A.コンフィデンシャル』 - ピーター・ホーネス
  - 『タイタニック』 - コンラッド・バフ、ジェームズ・キャメロン、リチャード・A・ハリス
  - 『フル・モンティ』 - デヴィッド・フリーマン、ニック・ムーア
  - 『ロミオ+ジュリエット』 - ジル・ビルコック

- 1998年[32] - 『恋におちたシェイクスピア』 - デヴィッド・ギャンブル
  - 『プライベート・ライアン』 - マイケル・カーン
  - 『エリザベス』 - ジル・ビルコック
  - 『ロック、ストック&トゥー・スモーキング・バレルズ』 - ニーヴン・ハウィー

- 1999年[33] - 『アメリカン・ビューティー』 - タリク・アンウォー、クリストファー・グリーンバリー
  - 『マトリックス』 - ザック・ステンバーグ
  - 『シックス・センス』 - アンドリュー・モンドシェイン
  - 『マルコヴィッチの穴』 - エリック・ザンブランネン

### 2000年代
- 2000年[34] - 『グラディエーター』 - ピエトロ・スカリア
  - 『トラフィック』 - スティーヴン・ミリオン
  - 『グリーン・デスティニー』 - ティム・スクワイアズ
  - 『エリン・ブロコビッチ』 - アン・V・コーツ
  - 『リトル・ダンサー』 - ジョン・ウィルソン

- 2001年[35] - 『マルホランド・ドライブ』 - メアリー・スウィーニー
  - 『ブラックホーク・ダウン』 - ピエトロ・スカリア
  - 『ムーラン・ルージュ』 - ジル・ビルコック
  - 『ロード・オブ・ザ・リング』 - ジョン・ギルバート
  - 『アメリ』 - ハーヴ・シュナイド

- 2002年[36] - 『シティ・オブ・ゴッド』 - ダニエル・レゼンデ
  - 『シカゴ - マーティン・ウォルシュ
  - 『ギャング・オブ・ニューヨーク』 - セルマ・スクーンメイカー
  - 『めぐりあう時間たち』 - ピーター・ボイル
  - 『ロード・オブ・ザ・リング/二つの塔』 - マイケル・J・ホートン

- 2003年[37] - 『ロスト・イン・トランスレーション』 - サラ・フラック
  - 『ロード・オブ・ザ・リング/王の帰還』 - ジェイミー・セルカーク
  - 『コールド マウンテン』 - ウォルター・マーチ
  - 『21グラム』 - スティーヴン・ミリオン
  - 『キル・ビル Vol.1』 - サリー・メンケ

- 2004年[38] - 『エターナル・サンシャイン』 – ヴァルディス・オスカードゥティル
  - 『アビエイター』 - セルマ・スクーンメイカー
  - 『コラテラル』 - ジム・ミラー、ポール・ルベル
  - 『LOVERS』 - チォン・ロン
  - 『ヴェラ・ドレイク』 - ジム・クラーク

- 2005年[39] - 『ナイロビの蜂』 - クレア・シンプソン
  - 『クラッシュ』 - ヒューズ・ウィンボーン
  - 『ブロークバック・マウンテン』 - ジェラルディン・ペローニ、ディラン・ティチェナー
  - 『グッドナイト&グッドラック』 - スティーヴン・ミリオン
  - 『皇帝ペンギン』 - サビーヌ・エミリアーニ

- 2006年[40] - 『ユナイテッド93』 - クレア・ダグラス、クリストファー・ラウズ、リチャード・ピアソン
  - 『バベル』 - スティーヴン・ミリオン、ダグラス・クライズ
  - 『ディパーテッド』 - セルマ・スクーンメイカー
  - 『007 カジノ・ロワイヤル』 - スチュアート・ベアード
  - 『クィーン』 - ルチア・ズケッティ

- 2007年[41] - 『ボーン・アルティメイタム』 - クリストファー・ラウズ
  - 『アメリカン・ギャングスター』 - ピエトロ・スカリア
  - 『つぐない』 - ポール・トーシル
  - 『フィクサー』 - ジョン・ギルロイ
  - 『ノーカントリー』 - ロデリック・ジェインズ

- 2008年[42] - 『スラムドッグ$ミリオネア』 - クリス・ディケンズ
  - 『チェンジリング』 - ジョエル・コックス、ゲイリー・ローチ
  - 『ベンジャミン・バトン 数奇な人生』 - カーク・バクスター、アンガス・ウォール
  - 『ダークナイト』 - リー・スミス
  - 『フロスト×ニクソン』 - ダニエル・P・ハンリー、マイク・ヒル
  - 『ヒットマンズ・レクイエム』 - ジョン・グレゴリー

- 2009年[43] - 『ハート・ロッカー』 - クリス・イニス、ボブ・ムラウスキー
  - 『アバター』 - ジェームズ・キャメロン、ジョン・ルフーア、スティーヴン・E・リフキン
  - 『第9地区』 - ジュリアン・クラーク
  - 『イングロリアス・バスターズ』 - サリー・メンケ
  - 『マイレージ、マイライフ』 - デイナ・E・グローバーマン

### 2010年代
- 2010年[44] - 『ソーシャル・ネットワーク』 - アンガス・ウォール、カーク・バクスター
  - 『127時間』 - ジョン・ハリス
  - 『ブラック・スワン』 - アンドリュー・ワイスブラム
  - 『インセプション』 - リー・スミス
  - 『英国王のスピーチ』 - タリク・アンウォー

- 2011年[45] - 『アイルトン・セナ 〜音速の彼方へ』 - グレッガーズ・ソール、クリス・キング
  - 『アーティスト』 - アン＝ソフィー・ビオン、ミシェル・アザナヴィシウス
  - 『裏切りのサーカス』 - ディノ・ヨンサーテル
  - 『ドライヴ』 - マット・ニューマン
  - 『ヒューゴの不思議な発明』 - セルマ・スクーンメイカー

- 2012年[46] - 『アルゴ』 - ウィリアム・ゴールデンバーグ
  - 『ジャンゴ 繋がれざる者』 - フレッド・ラスキン
  - 『ライフ・オブ・パイ/トラと漂流した227日』 - ティム・スクワイアズ
  - 『007 スカイフォール』 - スチュアート・ベアード
  - 『ゼロ・ダーク・サーティ』 - ディラン・ティチェナー、ウィリアム・ゴールデンバーグ

- 2013年 - 『ラッシュ/プライドと友情』 - ダニエル・P・ハンリー、マイク・ヒル
  - 『それでも夜は明ける』 - ジョー・ウォーカー
  - 『キャプテン・フィリップス』 - クリストファー・ラウズ
  - 『ゼロ・グラビティ』 - アルフォンソ・キュアロン、マーク・サンガー
  - 『ウルフ・オブ・ウォールストリート』 - セルマ・スクーンメイカー

- 2014年 - 『セッション』 - トム・クロス
  - 『バードマン あるいは（無知がもたらす予期せぬ奇跡）』 - ダグラス・クライズ、スティーヴン・ミリオン
  - 『グランド・ブダペスト・ホテル』 - バーニー・ピリング
  - 『イミテーション・ゲーム/エニグマと天才数学者の秘密』 - ウィリアム・ゴールデンバーグ
  - 『ナイトクローラー』 - ジョン・ギルロイ
  - 『博士と彼女のセオリー』 - ジンクス・ゴッドフリー

- 2015年 - 『マッドマックス 怒りのデス・ロード』 - マーガレット・シクセル
  - 『マネー・ショート 華麗なる大逆転』 - ハンク・コーウィン
  - 『ブリッジ・オブ・スパイ』 - マイケル・カーン
  - 『オデッセイ』 - ピエトロ・スカリア
  - 『レヴェナント: 蘇えりし者』 - スティーヴン・ミリオン

- 2016年 - 『ハクソー・リッジ』 - ジョン・ギルバート
  - 『メッセージ』 - ジョー・ウォーカー
  - 『ラ・ラ・ランド』 - トム・クロス
  - 『マンチェスター・バイ・ザ・シー』 - ジェニファー・レイム
  - 『ノクターナル・アニマルズ』 - ジョアン・ソーベル

- 2017年 - 『ベイビー・ドライバー』 - ポール・マクリス、ジョナサン・エイモス
  - 『ブレードランナー 2049』 - ジョー・ウォーカー
  - 『ダンケルク』 - リー・スミス
  - 『シェイプ・オブ・ウォーター』 - シドニー・ウォリンスキー
  - 『スリー・ビルボード』 - ジョン・グレゴリー

- 2018年 - 『バイス』 - ハンク・コーウィン
  - 『ボヘミアン・ラプソディ』 - ジョン・オットマン
  - 『女王陛下のお気に入り』 - ヨルゴス・モヴロプサリディス
  - 『ファースト・マン』 - トム・クロス
  - 『ROMA/ローマ』 - アルフォンソ・キュアロン、アダム・ガフ

- 2019年 - 『フォードvsフェラーリ』 - アンドリュー・バックランド、マイケル・マカスカー
  - 『アイリッシュマン』 - セルマ・スクーンメイカー
  - 『ジョジョ・ラビット』 - トム・イーグルス
  - 『ジョーカー』 - ジェフ・グロス
  - 『ワンス・アポン・ア・タイム・イン・ハリウッド』 - フレッド・ラスキン

### 2020年代
- 2020年 - 『サウンド・オブ・メタル -聞こえるということ-』 - ミッケル・E・G・ニルソン
  - 『ファーザー』 - ヨルゴス・ランプリノス
  - 『ノマドランド』 - クロエ・ジャオ
  - 『プロミシング・ヤング・ウーマン』 - フレデリック・トラヴァル
  - 『シカゴ7裁判』 - アラン・ボームガーテン

- 2021年 - 『007/ノー・タイム・トゥ・ダイ』 - トム・クロス、エリオット・グレアム
  - 『ベルファスト』 - ウナ・ニ・ドンガイル
  - 『DUNE/デューン 砂の惑星』 - ジョー・ウォーカー
  - 『リコリス・ピザ』 - アンディ・ジュルゲンセン
  - 『サマー・オブ・ソウル（あるいは、革命がテレビ放映されなかった時）』 - ジョシュア・L・ピアソン

- 2022年 - 『エブリシング・エブリウェア・オール・アット・ワンス』 - ポール・ロジャーズ
  - 『西部戦線異状なし』 - スヴェン・ブーデルマン
  - 『イニシェリン島の精霊』 - ミッケル・E・G・ニルソン
  - 『エルヴィス』 - ジョナサン・レドモンド、マット・ヴィラ
  - 『トップガン マーヴェリック』 - エディ・ハミルトン

- 2023年 - 『オッペンハイマー』 - ジェニファー・レイム
  - 『落下の解剖学』 - ロラン・セネシャル
  - 『キラーズ・オブ・ザ・フラワームーン』 - セルマ・スクーンメイカー
  - 『哀れなるものたち』 - ヨルゴス・モヴロプサリディス
  - 『関心領域』 - ポール・ワッツ

- 2024年 - 『教皇選挙』 - ニック・エマーソン（英語版）
  - 『ANORA アノーラ』 - ショーン・ベイカー
  - 『デューン 砂の惑星PART2』 - ジョー・ウォーカー
  - 『エミリア・ペレス』 - ジュリエット・ウェルフラン（英語版）
  - 『KNEECAP/ニーキャップ（英語版）』 - Julian Ulrichs、Chris Gill